# 後庄 (屏東縣)
後庄，是臺灣屏東縣九如鄉的一個傳統地域名稱，也是全鄉行政中心所在地，位於該鄉東北部。相較於今日行政區，其範圍大致包括後庄村、洽興村不含東南部邊界地帶及北部中央凸出部分、耆老村不含西部凸出部分的西側及東北端、三塊村東部南側凸出部分的東大半部、大邱村東部北側凸出部分的東大半部、九清村北端、東寧村北部邊界地帶的西段及中偏東段，以及里港鄉的茄苳村南部西側凸出部分的南暨東南邊界地帶及南部東側狹長凸出部分的西半部。
本地區境內主要聚落為後庄、後頂庄、過田、王厝廍（東部）、耆老、番社（昌榮）、鴨母藔，設有後庄國小。

## 歷史
台灣日治初期，後庄地區為一街庄，稱為「後庄」（舊制街庄），隸屬於港西上里。該庄昔日西北與搭樓庄為鄰，北與阿里港街、武洛庄，東與彭厝庄為鄰，東南邊及南邊東側大部分為東寧庄，南邊西側一小段與九塊厝庄為界，西邊為三塊厝庄。
1901年（日治明治三十四年）11月11日，全台廢縣廳改設二十廳，該庄隸屬於阿猴廳。1904年（明治三十七年）4月15日，該庄編入「九塊厝區」，隸屬於阿猴廳。1905年（明治三十八年）4月1日，阿猴廳改稱「阿緱廳」。1909年（明治四十二年）10月25日，全台合併二十廳為十二廳，九塊厝區仍隸屬於阿緱廳。1920年（大正九年）10月1日，全台地方制度大改正，廢十二廳改設五州二廳，該庄改制為「後庄」大字，隸屬於高雄州屏東郡九塊庄（新制街庄）。
戰後九塊庄改制為九塊鄉，隸屬於高雄縣，大字亦改制為村。1946年（民國35年）4月，九塊鄉劃入省轄屏東市，同時改制並改名為九如區，村亦改制為里。1950年（民國39年）10月1日，高、屏分治，九如區改制為九如鄉，並改隸屬於屏東縣，里亦改制為村。

## 聚落
本地區發展較早的聚落為後庄、後頂庄、過田、王厝廍（東部）、耆老、山藔（已消失）、番社（昌榮）、鴨母藔，在日治初期的官方地圖上已有記載。

## 交通
國道3號又稱「福爾摩沙高速公路」，是貫穿台灣西部的兩條縱向高速公路之一，經過本地區中部偏西南地帶，並在省道台3線交會處設有九如交流道。由此可快速前往國道3號沿線各地。
省道台3線俗稱「內山公路」，是臺北至屏東的幹道，經過本地區西部。由該道路北行可前往里港鄉、高雄市美濃區/旗山區邊界地帶、旗山區、內門區、臺南市南化區等地；南行可前往九如鄉九如市區、屏東市，並止於省道台1線路口。
縣道187丙線是過田至大埔的道路，其西北側端點（起點）位於本地區西部略偏南的省道台3線路口，由此向東轉東南可前往鹽埔鄉西南端、九如鄉東南部凸出部分、長治鄉、麟洛鄉東北端、內埔鄉等地。
鄉道屏13線是里港至東寧的道路，經過本地區的昌榮、後庄等聚落。
鄉道屏16線是三塊厝至後庄的道路，其東側端點（終點）位於本地區中部偏南南東、後庄聚落的鄉道屏13線路口，由此向西會經過本地區的過田聚落。該道路在本地區部分路段與縣道187丙線共線。
鄉道屏17線是鐵店至圳寮的道路，經過本地區東北部的鴨母藔聚落。
鄉道屏24線是豐田至鹽埔的道路，其西側端點（起點）位於本地區西部略偏北的省道台3線路口，由此向東會經過本地區的耆老、後庄等聚落。

## 學校
- 後庄國小

## 公務機關
- 九如鄉公所
- 屏東縣里港戶政事務所九如辦公室
- 屏東縣政府消防局第一大隊九如消防分隊